# 大比目魚灣 (阿拉斯加州)
大比目魚灣（英語：Halibut Cove）是位於美國阿拉斯加州基奈半島自治市鎮的一個非建制地區和人口普查指定地區。根據2010年美國人口普查，該地人口為76人，而該地的面積約為29.40平方千米。

## 地理
大比目魚灣的座標為59°35′31″N 151°14′05″W / 59.59194°N 151.23472°W，而該地的平均海拔高度為70米（即225英尺）。